# Tamengos
Tamengos is een plaats (freguesia) in de Portugese gemeente Anadia en telt 1 623 inwoners (2001).